# ФК Дебрецин
Фудбалски клуб Дебрецин (мађ. Debreceni VSC), такође познат по именима Дебрецени Локомотив (Debreceni Lokomotiv), Фудбалско клуб Јединство (Egyetértés Futball Club), ДБСК (DVSC), је Мађарски фудбалски клуб. Налази се у Дебрецину. Боје клуба су црвено-беле. Клуб има укупно 7 титула првака Мађарске и 6 титуле победника купа. Дебрецин као домаћин користи Стадион Олах Габор ут.

## Историја
Надимак клуба је Локи, скраћеница од Локомотив, из разлога дугогодишње повезаности са железницом. Клуб је основан 12. марта 1902. године, под именом Јединствени фудбалски клуб (Egyetértés Futball Club). Касније је преименован у Спортски клуб Железничар, Дебрецин (Debreceni Vasutas Sport Club). Професионализам у Мађарски фудбал је уведен 1926. године, што је резултовало формирањем и јачањем конкурентног клуба, ФК Бочкај, и ВСЦ је стагнирао и егзистирао у нижим ранговима такмичења. ФК Бочкај је доживео финансијски крах 1940, чиме је ВСЦ успео да поврати своје позиције враћајући боље играче у своје редове.
Први пут у својој историји ФК Дебрецин је постао прволигаш у сезони 1942/43. Али после тога, наредних педесет година, су наишли периоди уласка и испадања из прве лиге. Чак осам пута је ФК Дебрецин испадао из прве лиге и чак се 1967. године такмичио у Трећој мађарској лиги.
После Другог светског рата клуб је променио неколико имена. У сезони 1948/49 носио је име Спортски клуб Железничар, Дебрецин, у сезони 1949/50 Дебрецински Локомотив (Debreceni Lokomotív), па онда у сезони1955. Дебрецински Тереквеш (Debreceni Törekvés). Од сезоне 1957 па до 1978/79 носио је име Спортски клуб Железничар Дебрецен (Debreceni Vasutas SC). Те године два градска клуба ДВСЦ (ФК Дебрецин) и ДМТЕ (ФК Раднички из Дебрецина) су се ујединила и узела име ДМВСК- Радничко железнички спортски клуб Дебрецин (Debreceni Munkás Vasutas Sport Club). Тако је остало наредних десет година, када је дошло до раздвајања та два клуба и ФК Дебрецин ВСК је узео свије данашње име.
Најуспешнија сезоне почињу уласком у прву лигу у сезони 1992/93. Од тада је освојио 7 титула шампиона Мађарске (2004/05 2005/06, 2006/07, 2008/09, 2009/10, 2011/12, 2013/14) и 6 титула купа Мађарске (1999, 2001, 2008, 2010, 2012 и 2013).

## Успеси

### Лигашки шампион Мађарске
- 7 пута шампиони – , , , , , ,
- 2004/05
- 2005/06
- 2006/07
- 2008/09
- 2009/10
- 2011/12
- 2013/14
- 1 друго место – 2007/08
- 3 трећа места – 1995, 2003, 2004

### Куп Мађарске
- 6 титула – , , , , ,
- 1999,
- 2001,
- 2008,
- 2010,
- 2012,
- 2013,
- 2 финала – 2003, 2007

### Суперкуп
- 5 титула – , , , ,
- 2005,
- 2006,
- 2007,
- 2009,
- 2010,

### Лига куп
- 1 титула –
- 2010,

#### Прволигашки резултати
| Сезона    | УУ  | ПО  | НР  | ИЗ  | ГД-ГП   | Раз. | Бодова | Позиција |
| --------- | --- | --- | --- | --- | ------- | ---- | ------ | -------- |
| 2008–2009 | 30  | 21  | 5   | 4   | 70–29   | +41  | 68     | 1        |
| 2007-2008 | 30  | 19  | 7   | 4   | 67-29   | +38  | 64     | 2        |
| 2006-2007 | 30  | 22  | 3   | 5   | 63-21   | +42  | 69     | 1        |
| 2005-2006 | 30  | 20  | 8   | 2   | 69-34   | +35  | 68     | 1        |
| 2004-2005 | 30  | 19  | 5   | 6   | 57-25   | +32  | 62     | 1        |
| 2003-2004 | 32  | 16  | 8   | 8   | 51-32   | +19  | 56     | 3        |
| 2002-2003 | 32  | 13  | 14  | 5   | 57-38   | +19  | 53     | 3        |
| 2001-2002 | 38  | 9   | 17  | 12  | 47-53   | -6   | 44     | 8        |
| 2000-2001 | 36  | 13  | 5   | 18  | 58-64   | -6   | 47     | 11       |
| 1999-2000 | 32  | 14  | 8   | 10  | 52-41   | +11  | 50     | 6        |
| 1998-1999 | 34  | 14  | 7   | 13  | 53-39   | +14  | 49     | 9        |
| 1997-1998 | 34  | 13  | 9   | 12  | 46-48   | -2   | 48     | 9        |
| 1996-1997 | 34  | 14  | 10  | 10  | 55-38   | +17  | 52     | 5        |
| 1995-1996 | 30  | 14  | 6   | 10  | 49-40   | +9   | 48     | 5        |
| 1994-1995 | 30  | 14  | 7   | 9   | 45-37   | +8   | 49     | 3        |
| 1993-1994 | 30  | 12  | 9   | 9   | 40-33   | +7   | 33     | 7        |
| Укупно    | 482 | 226 | 123 | 133 | 809-572 | +237 | '      |          |

УУ = Укупно утакмица; ПБ = Победе; НР = Нерешено; ИЗ = Укупно пораза; ГД-ГП=Голова дато-Голова примљено; ГР = Гол-разлика; Бо = Бодова; Позиција-позиција